# 조승연 (기업인)
조승연(1974년 10월 5일 ~ )은 대한항공 부사장을 지낸 대한민국의 기업인이다. 2023년에 개명하기 이전의 이름은 조현아(趙顯娥)이다.

## 가족 관계
- 증조부: 조명희
- 증조모: 태천즙
  - 조부: 조중훈 (1920년 3월 30일 - 2002년 11월 17일)
  - 조모: 김정일 (1923년 9월 8일 - 2016년 12월 15일)
    - 아버지: 조양호 (1949년 3월 8일 -  2019년 4월 8일)
    - 어머니: 이명희 (1950년 2월 5일 - )
      - 남동생: 조원태 (1976년 1월 25일 - )
      - 여동생: 에밀리 리 조 (1983년 8월 31일 - )
      - 남편: 박종주 - 인하국제의료센터 성형외과 전문의 (2010년 10월 경기초등학교 동창인 성형외과 원장과 결혼했다.)

    - 숙부: 조남호 (1951년 2월 12일 - )
    - 숙부: 조수호 (1954년 6월 21일 - 2006년 11월 26일)
    - 숙부: 조정호 (1958년 10월 5일 - )

## 학력
- 경기초등학교 (졸업)
- 서울예술고등학교 (졸업)
- 코넬 대학교 호텔경영학 학사 (1999년)
- 서던캘리포니아 대학교 경영대학원 MBA과정 수료

## 경력
- 1999년 대한항공 호텔면세사업부 입사
- 2002년 이디야소공점 대표[3][4]
- 2006년 대한항공 기내식사업본부 부본부장(상무보) 및 임원직 승진
- 2007년 기내식사업본부장 및 호텔사업본부장(KAL호텔네트워크 대표)
- 2008년 기내식기판사업본부장[5]
- 2011년 객실사업본부장[6] 및 호텔사업본부장
- 2014년 대한항공 기내서비스 및 호텔사업부문 총괄 부사장

## 논란

### 승무원 폭행 사건 입장
2013년 4월 '라면 상무'의 승무원 폭행 사건이 터지자 사내게시판에 '기내 폭행은 절대 있어서는 안된다는 사회적 계몽 효과를 보았다'는 내용의 글을 올려 사회적으로 비난을 받은 바 있다.

### 원정 출산
2013년 5월 회사에서 전근 발령을 받는 형식으로 미국으로 건너가 하와이에서 자녀를 출산해 원정출산 논란이 일었다.

### 대한항공 086편 회항 사건
2014년 12월 5일 대한항공 086편에서 승무원의 견과류 서비스에 불만을 품고 훈계하다가 흥분하여 이륙을 위해 활주로를 향하던 비행기를 다시 게이트로 되돌리도록 지시하고 사무장을 강제로 내리게 하였다. 영국 일간지 <가디언>은 '"땅콩 분노(nut-rage)"로 조사를 받게 된 대한항공 임원'이란 제목의 기사로 상황을 전했다.
2014년 12월 8일 대한항공 086편 회항 사건으로 대한항공 기내서비스, 호텔사업 부문 총괄부사장에서 물러났지만 부사장 직함은 유지했다. 다시 문제가 되자 12월 10일 부사장직에서도 물러났다.
조현아가 월권행위를 하고 항공법을 위반한 것이라는 지적이 나오자 2014년 12월 16일 국토부는 조현아를 검찰에 고발했다.
2014년 12월 30일 구속영장을 발부받아 서울 남부구치소에 수감되었다. 서울남부구치소에서 수감 당시 잦은 변호사 접견으로 비판을 받았다. 구치소에 수감된 뒤 우울증과 대인기피증 등을 이유로 한진그룹이 설립한 인하대병원 의료진을 불러 진료를 받아 특혜시비가 일었다.
2015년 2월 12일 1심 판결에서 항로변경 혐의와 업무방해죄에 대해서 유죄판결이 내려져 징역 1년을 선고 받았다. 그러나 2015년 2월 13일 조현아가 항소장을 제출하였다. 2015년 4월 21일 검찰이 다시 1심과 같은 형량 징역 3년을 구형했다. 조현아는 재판 중 "집에 두고 온 아이들 생각에 뜬 눈으로 밤을 지새우고 깊은 후회 속에 반성의 시간을 보냈다"고 감정에 호소했다.
2015년 5월 22일 2심에서 징역 10월 집행유예 2년을 선고받았다. 법원은 조현아의 항로변경 혐의는 인정하지 않았다. 2017년 12월 21일 항공보안법 위반 혐의 등으로 기소된 조현아의 상고심에서 대법원 전원합의체는 지상로(地上路)는 항로가 아니라는 이유로 혐의를 무죄로 본 2심 판단을 유지해 징역 10개월에 집행유예 2년 판결을 확정했다.

### 재산 편법 증식 논란
2015년 11월 조현아 전 대한항공 부사장, 조원태 대한항공 부사장, 조현민 대한항공 전무 등 조양호 회장의 세 자녀가 보유하던 싸이버스카이 지분을 대한항공에 모두 팔았다. 싸이버스카이는 대한항공 기내면세점 운영을 주력으로 하는 회사인데 오너 3세의 편법 재산 증식과 일감 몰아주기 논란을 빚어왔던 회사이다. 대한항공은 5일 조양호 회장의 3자녀가 보유한 싸이버스카이 주식 9만9900주 전량을 63억 원에 취득한다고 밝혔다. 한진그룹 오너 삼남매가 이 회사의 지분을 각각 33.3%씩 지분을 보유하고 있었다. 오너 일가의 개인회사인 셈이다. 싸이버스카이는 2014년에 매출 49억300만 원을 거뒀는데 그 중 대한항공과의 내부거래 비중이 81.5%에 이르렀었다.

### 이름 개명 논란
2023년 7월 6일 서울가정법원에 "조승연"으로 개명한 것으로 알려졌다.